# Riksja
Een riksja of ook wel trishaw is een licht tweewielig karretje, meestal door één man op een fiets getrokken. In Calcutta worden de meeste riksja's door een persoon te voet getrokken. De riksja wordt voornamelijk als een soort taxi gebruikt in Zuidoost-Azië.

## Geschiedenis
Het woord riksja komt van het Japanse woord jinrikisha (jin=mens, riki=kracht, sha=voertuig), wat betekent "op mensenkracht aangedreven voertuig". Waarschijnlijk is de uitvinding in 1869 gedaan door Jonathan Scobie, een Amerikaanse zendeling in Yokohama. Het voordeel van de riksja was dat een persoon nu door één bediende kon worden getransporteerd, in plaats van door twee, vier of zelfs nog meer, zoals het geval was bij het gebruik van een draagstoel.

## Andere vormen

### Becak
Een betjak (huidige Indonesische spelling: becak) is een fietstaxi in Indonesië. Er kunnen één of twee passagiers vervoerd worden in een bakje met een of twee zetels. Het verschil tussen een betjak en een riksja is dat bij een betjak de passagier vóór de bestuurder zit,  het is dus een soort bakfiets voor vervoer van personen, en bij de riksja erachter. In veel grote steden is de betjak vervangen door de gemotoriseerde (bajaj). Het is een nog veelgebruikt vervoermiddel op het platteland en in een stad als Yogyakarta.
In Thailand wordt een fietstaxi Samlo genoemd.

### Tuktuk
Naast niet-gemotoriseerde riksja's bestaan er ook gemotoriseerde riksja's, de tuktuks. Deze driewielers (één wiel voor, twee achter) komen onder meer voor in India, Indonesië, Sri Lanka en Thailand.

## Afbeeldingen

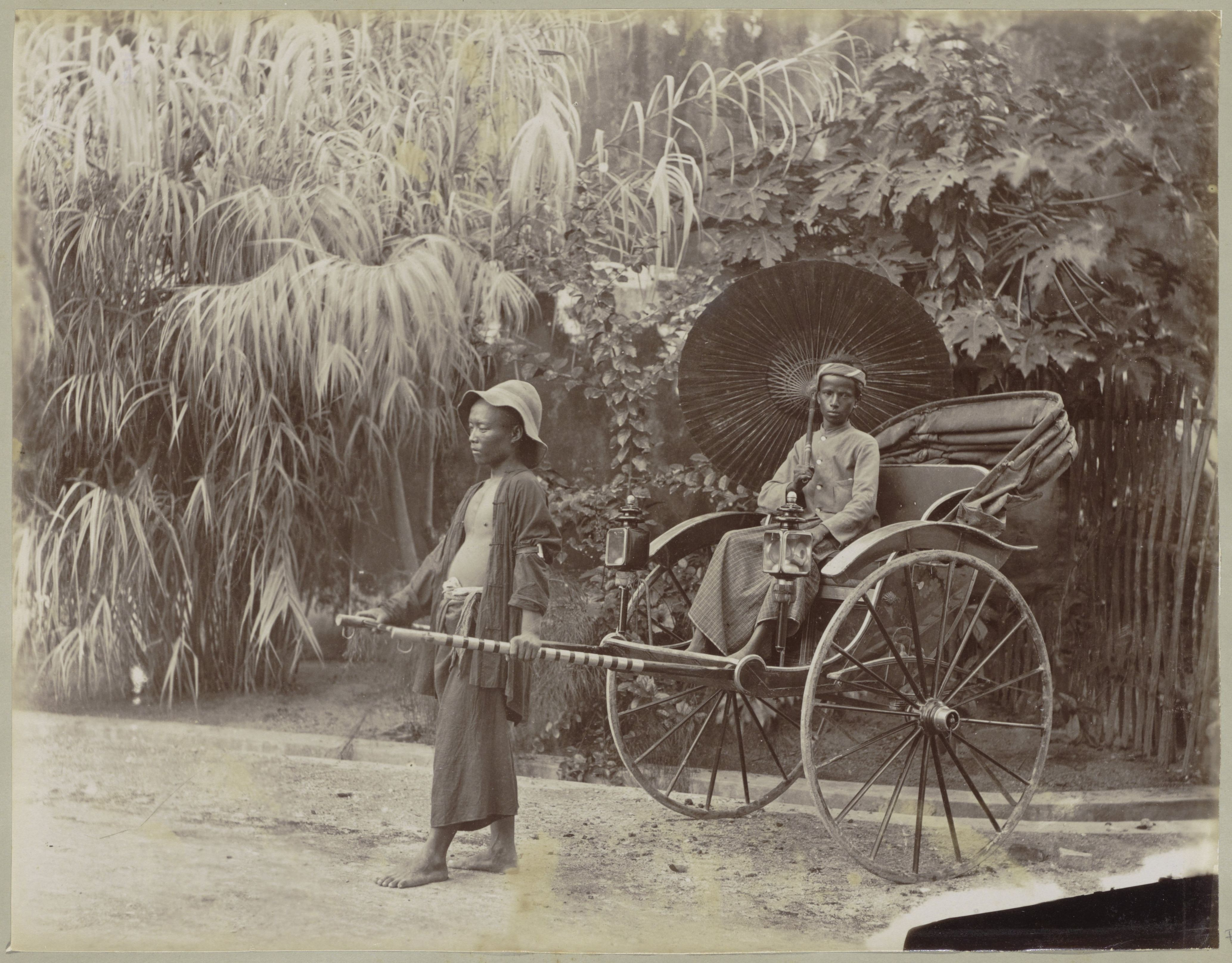
Riksja op Sumatra
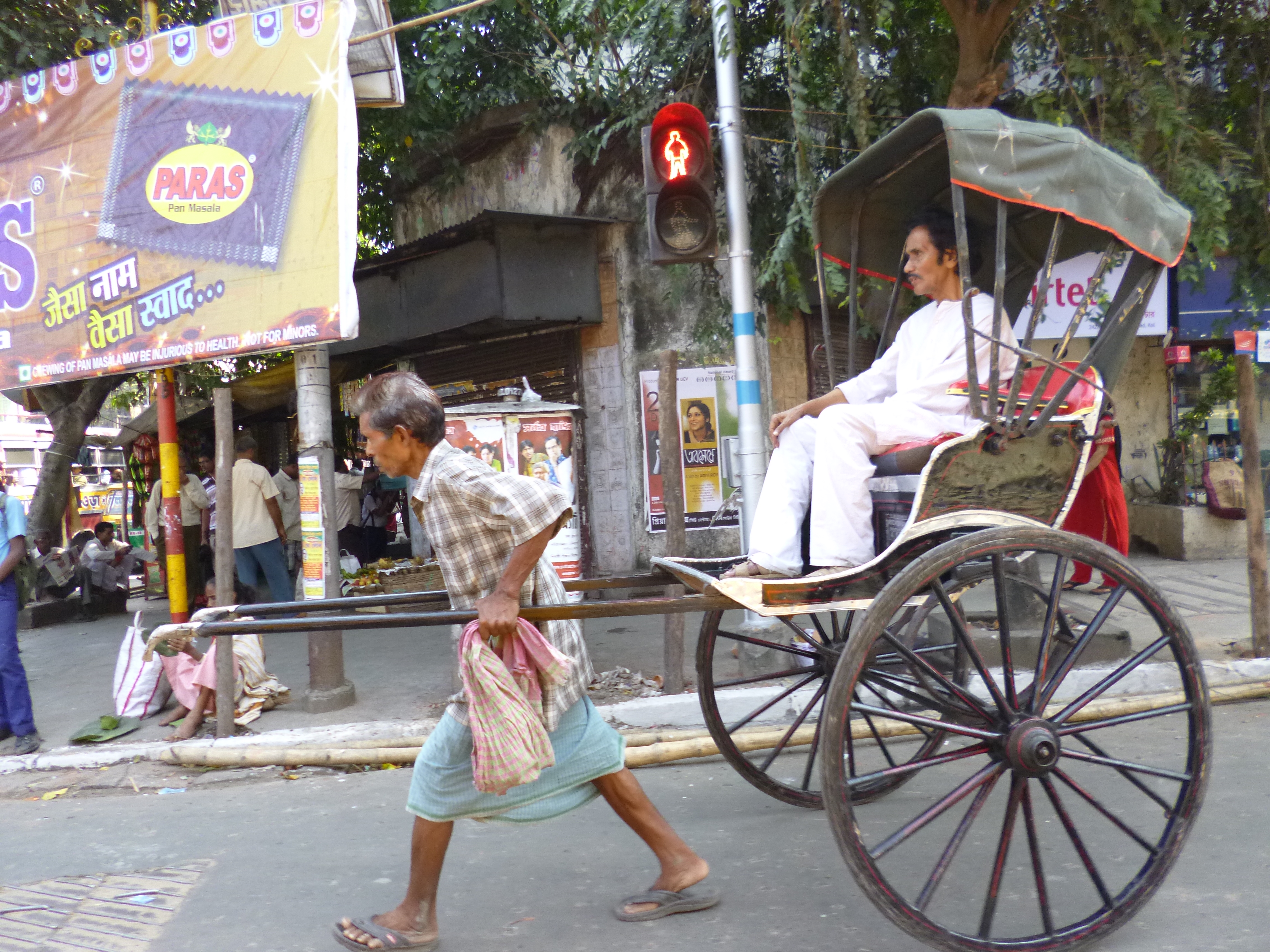
Riksja in India
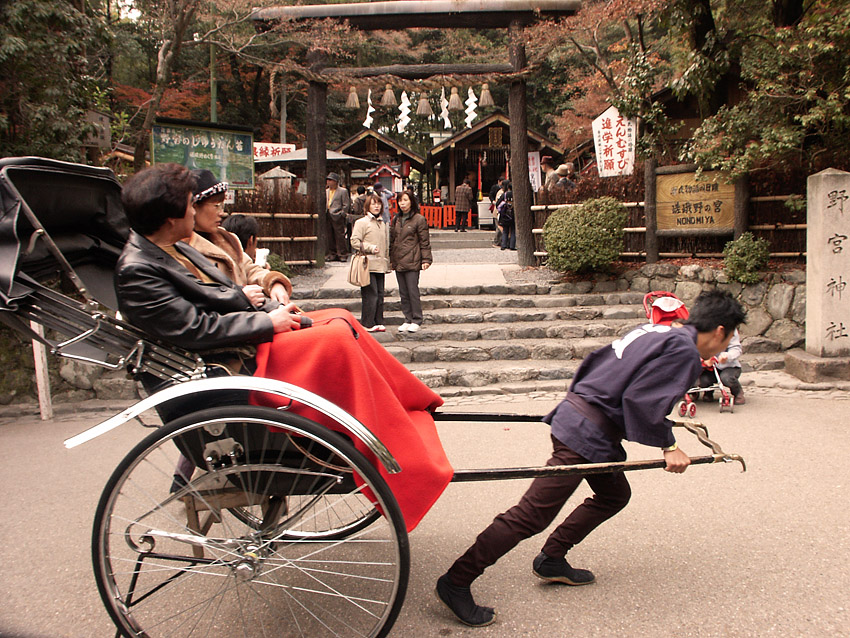
Riksja in Kioto
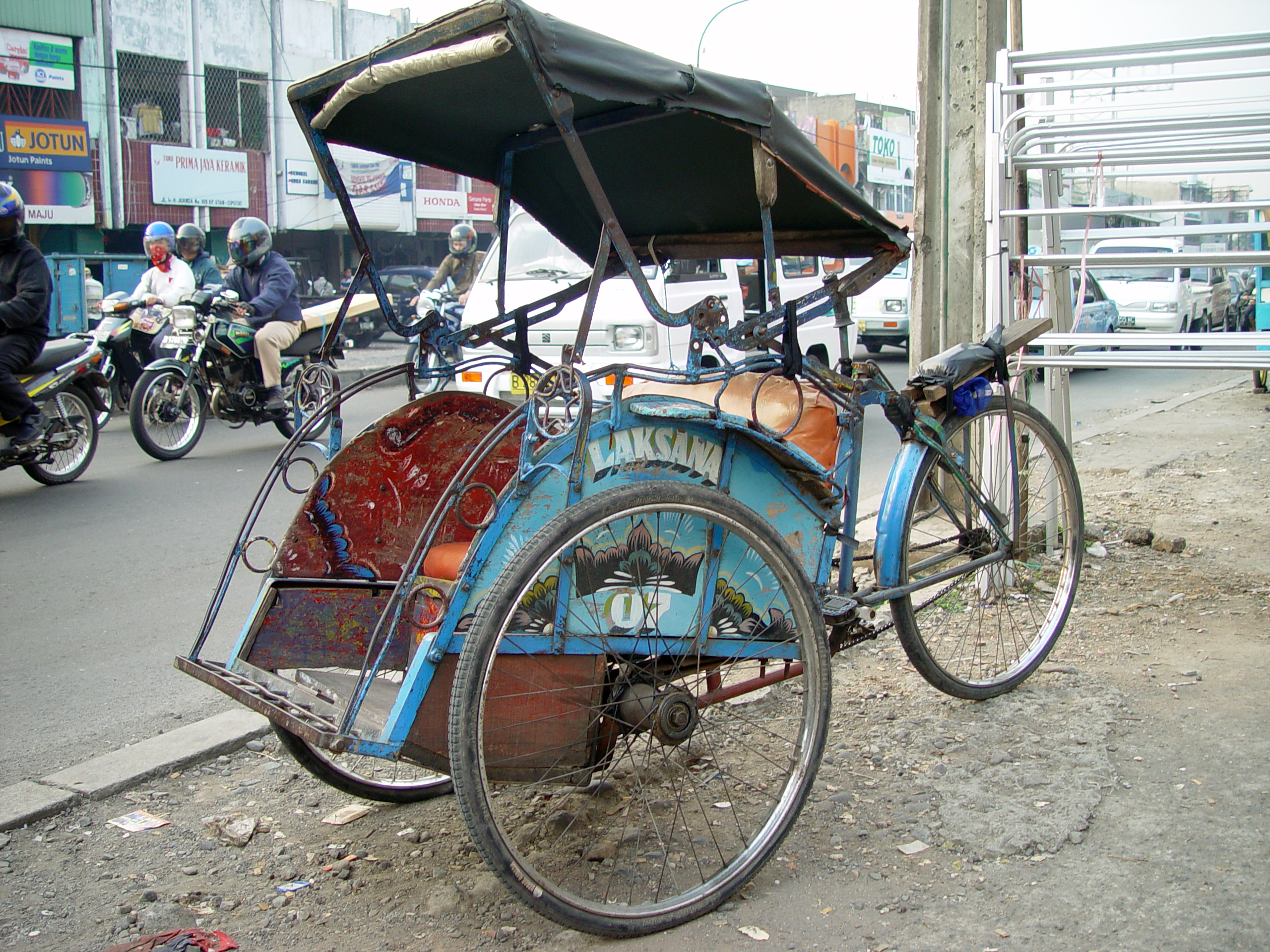
Betjak in Indonesië
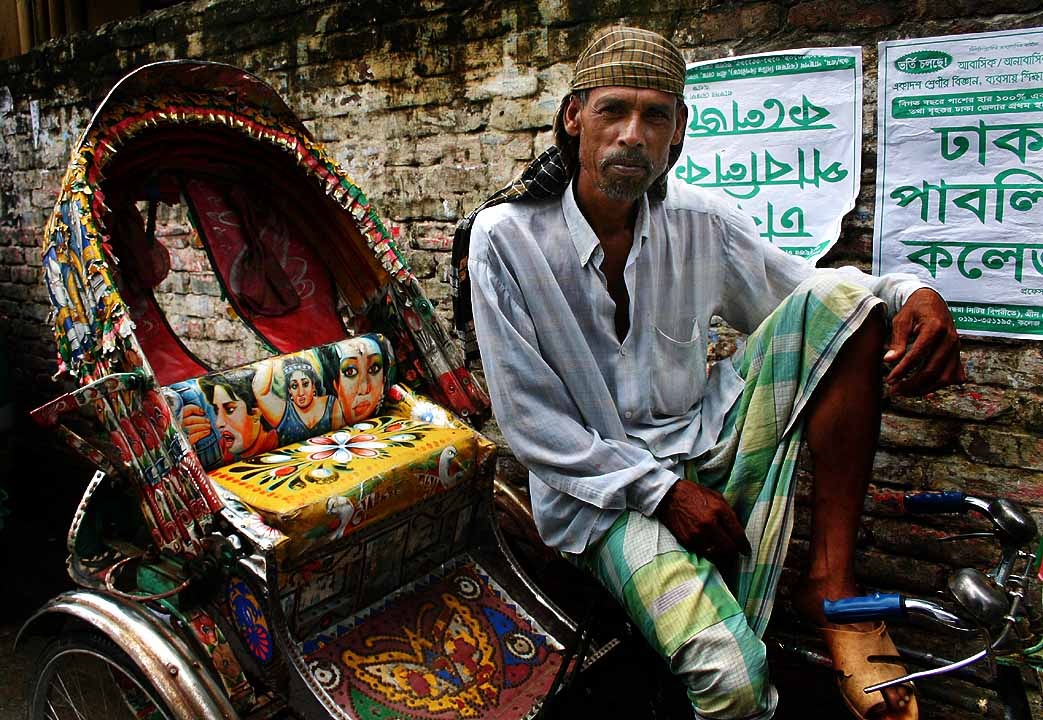
Een riksja in Dhaka
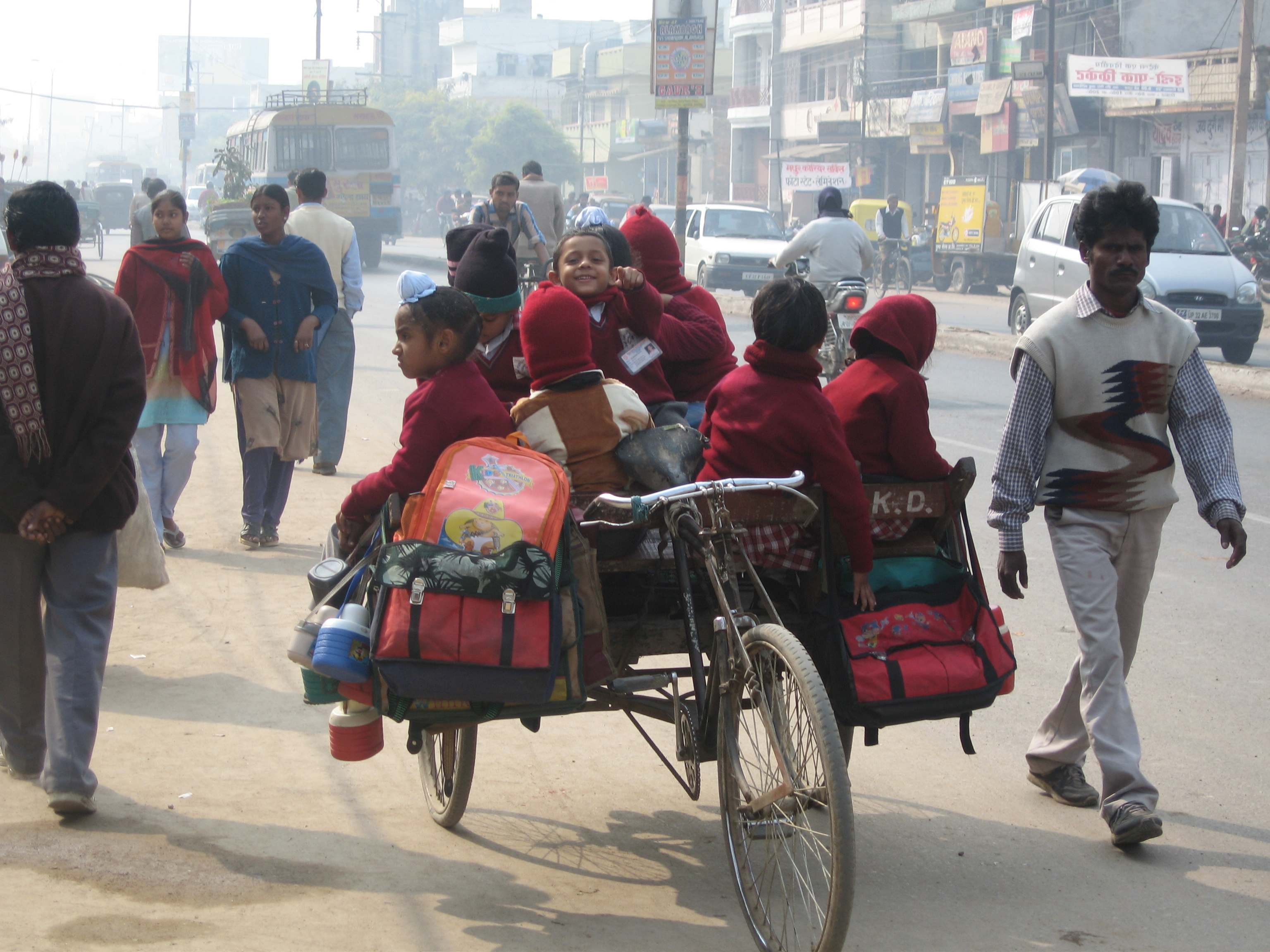
Schoolkinderen in riksja in Lucknow
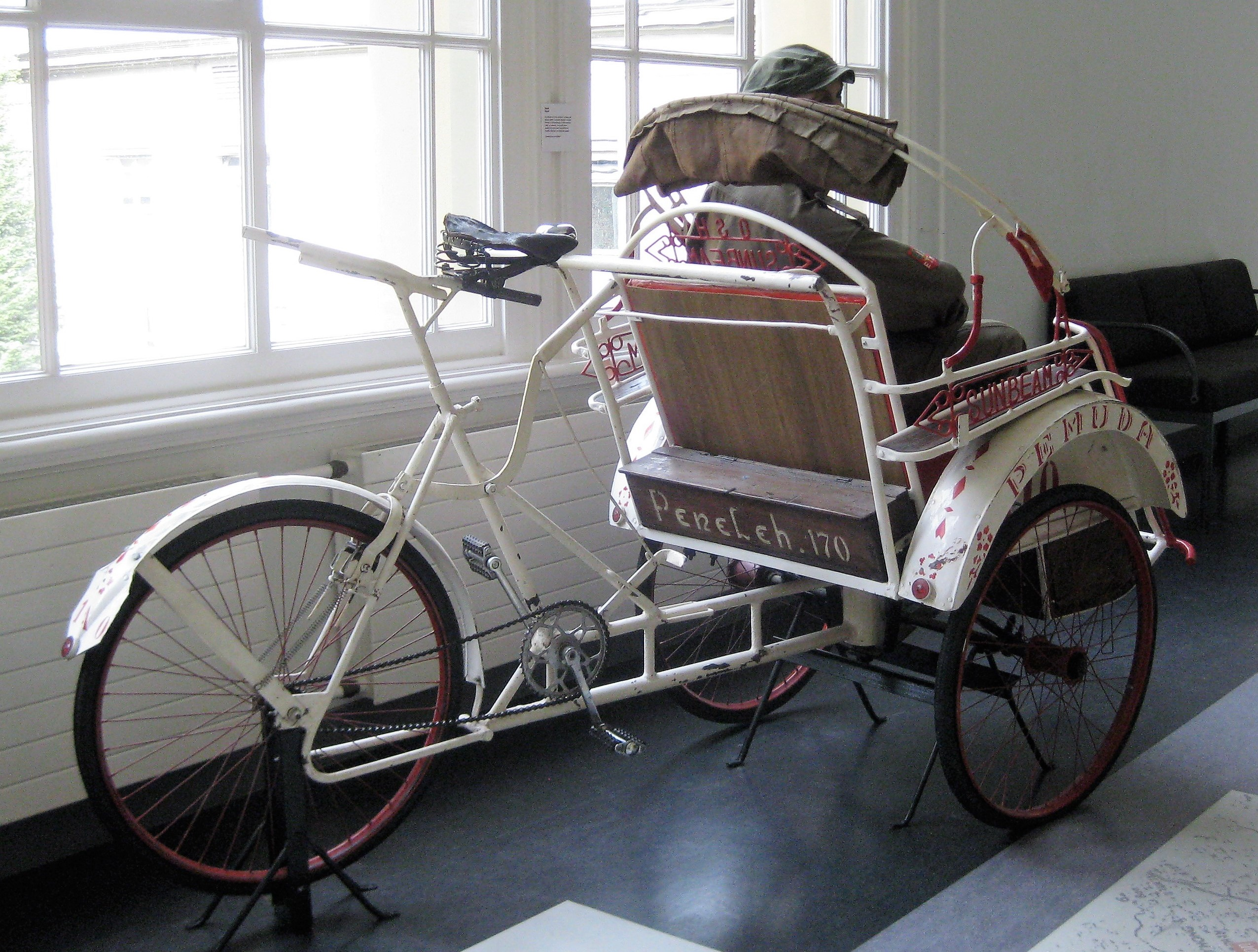
Indonesische Betjak in Museum Bronbeek
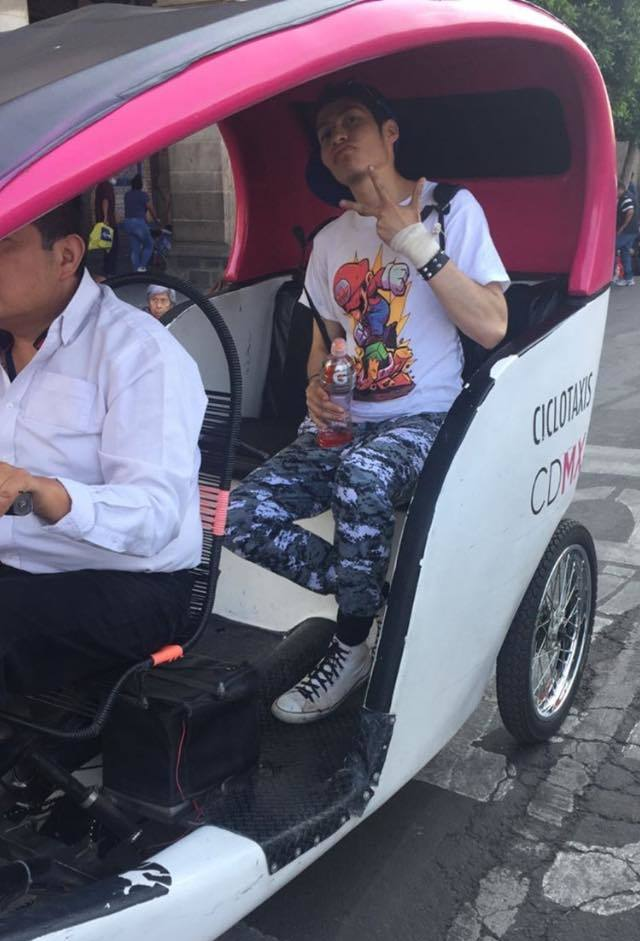
Riksja in Mexico